# جوزف ووتل
جوزف ووتل (انگلیسی: Joseph Votel؛ زادهٔ ۱۴ فوریهٔ ۱۹۵۸) ژنرال ۴ ستاره در نیروی زمینی ایالات متحده آمریکا است که از مارس ۲۰۱۶ فرمانده ستاد فرماندهی مرکزی ایالات متحده آمریکا بوده‌است. او پیش از آن فرماندهی ستاد فرماندهی عملیات ویژه ایالات متحده آمریکا را برعهده داشته‌است.
وی همچنین برندهٔ جوایزی همچون لژیون افتخار و نشان ستاره برنزی شده‌است.